# Butia exilata
La palmera butiá (Butia exilata) es una especie del género Butia de la familia de las palmeras (Arecaceae). Habita en el centro-este de Sudamérica. 

## Taxonomía
Esta especie fue descrita originalmente en el año 2011 por los botánicos Leonardo Paz Deble y Jose Newton Cardoso Marchiori.

## Distribución y hábitat
Esta palmera es un endemismo brasileño. Se distribuye en el estado de Río Grande del Sur, a unos 2 kilómetros del parque estadual de Rondinha.
Esta palmera es un endemismo del distrito fitogeográfico de los campos y malezales de la provincia fitogeográfica paranaense, en una zona ecotonal e influenciada por el distrito fitogeográfico pampeano uruguayense (porción septentrional de la provincia fitogeográfica pampeana) y por la provincia fitogeográfica del cerrado.

## Características
Se trata de una palma cespitosa, de copa irregular, con tallo basal que puede alcanzar 1 metro de altura. Las brácteas pedunculares son tomentosas en la faz dorsal.